# Mixophyes balbus
Espèce
Statut de conservation UICN

 VU C1+2a(i) : Vulnérable
Mixophyes balbus est une espèce d'amphibiens de la famille des Myobatrachidae.

## Répartition

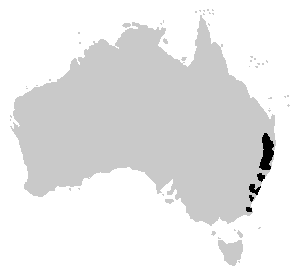
Répartition

Cette espèce est endémique du Sud-Est de l'Australie. Elle se rencontre entre 20 et 1 400 m d'altitude dans l'est de la Nouvelle-Galles du Sud et dans l'est du Victoria,.

## Description
Cette grenouille peut atteindre jusqu'à 80 mm de longueur. Sa surface dorsale est brune et s'éclaircit sur les côtés pour fusionner avec le jaune pâle de la surface ventrale. Une tache de forme irrégulière commence entre les yeux et se termine au milieu du dos. Il y a une bande sombre sur la tête qui commence en avant au niveau de la narine comme un triangle, qui continue de la narine à l'œil, puis de l'œil au tympan et se termine sur l'épaule. Le tympan est légèrement ovale et bien distinct. L'iris est bleu clair, avec des reflets dorés au-dessus de la pupille et brun foncé au-dessous. Les quatre à six barres sur les membres postérieurs sont pâles et peu contrastées. Les orteils sont palmés aux trois quarts et les doigts sont libres.

## Publication originale
- Straughan, 1968 : A taxonomic review of the genus Mixophyes (Anura, Leptodactylidae). Proceedings of the Linnean Society of New South Wales, vol. 93, p. 52-59 (texte intégral).